# Cepheia longiseta
Cepheia longiseta (Simon, 1881) è un ragno appartenente alla famiglia Synaphridae.

## Etimologia
Non è chiara l'etimologia del nome del genere.
Il nome proprio deriva dall'aggettivo latino longus, -a, -um, nel significato di lungo, esteso e dal latino saeta, cioè pelo, setola; detto così perché possiede sulla parte dorsale del cefalotorace varie setole alquanto lunghe rispetto alle sue dimensioni.

## Caratteristiche
Per le caratteristiche più generiche vedi la voce Cepheia. In particolare, questa specie possiede sulla parte dorsale del cefalotorace tre setole lungo la linea mediana e quattro poste lateralmente, due per lato; una delle tre poste lungo la linea mediana è situata appena dietro gli occhi mediani posteriori, le altre due sono più spostate verso la parte centrale del carapace. Delle quattro setole laterali, due sono collocate sotto gli occhi laterali anteriori e due sotto gli occhi laterali posteriori .

### Zampe
La macchia sul femore è assente. Le setole sono presenti sui segmenti delle zampe: sono più spesse sui segmenti delle zampe, più sottili sui cheliceri. I tarsi delle zampe sono sprovvisti di pseudosegmentazione. La giuntura tarsale-metatarsale è alquanto ristretta.

### Colorazione
Il cefalotorace è giallo, il suo disegno radiale è più scuro, il centro e i margini sono marrone scuro. Lo sterno è di color marrone, omogeneo. Le zampe sono giallastre: più scuro su tibie, patella, femori distali e tarsi distali. L'opistosoma è di color bruno scuro.

## Distribuzione
La specie è tipica della regione mediterranea occidentale: rinvenuta nella Francia meridionale, nell'Italia settentrionale, nella Spagna meridionale, nelle regioni meridionali dell'Austria e del Portogallo; ritrovata, infine, anche nelle isole Baleari.

## Tassonomia
Attualmente, al 2010, non sono note sottospecie.